# Mauro Michielon
Mauro Michielon (Aarau, 4 ottobre 1960) è un politico italiano.

## Biografia
Da sempre esponente della Liga Veneta-Lega Nord, ha ricoperto la carica nel consiglio comunale di Treviso ininterrottamente dal 1985 al 2013, sempre in forze alla Liga Veneta-Lega Nord; nel periodo 1994-1998, in particolare, è stato presidente del consiglio e nel 2008-2013 assessore alle Politiche sociali. Tra il 1990 e il 1992 ha inoltre fatto parte al consiglio della provincia di Treviso.
È stato eletto deputato per tre Legislature consecutive, dal 1992 al 2001.
Dal 2002 al 2011 è stato componente del CdA di Poste italiane.
È presidente di Postepay Spa, società interamente controllata dal Gruppo Poste Italiane, nata il 1º ottobre 2018, a conclusione dell’iter autorizzativo che ha trasformato PosteMobile S.p.A. nel principale Istituto di Moneta Elettronica (IMEL) d’Italia, e riunisce attività e competenze nell’ambito dei pagamenti e delle telecomunicazioni.